# Acnemia nigra
Acnemia nigra är en tvåvingeart som beskrevs av Gabriel Strobl 1895. Acnemia nigra ingår i släktet Acnemia och familjen svampmyggor. Inga underarter finns listade i Catalogue of Life.